# Свободное владение Фарнхэма
«Свободное владение Фарнхэма» (англ. Farnham's Freehold) — научно-фантастический роман Роберта Хайнлайна, впервые опубликованный по частям в журнале If под редакцией Фредерика Пола, в номерах за июль, август и октябрь 1964 года. Отдельное издание появилось позднее в том же году. В книге рассказывается о приключениях группы американцев из эпохи расовой сегрегации в США (примерно 1960-е годы) в далёком будущем, в котором правят чернокожие мусульмане, а белые являются их бесправными рабами.

## Сюжет
Хью Фарнхэм вместе с семьёй, гостившей Барбарой и Джозефом, находился у себя дома, когда началась ядерная война. Все они укрылись в бомбоубежище и пережили первые ядерные удары. В перерыве между взрывами Хью и Барбара, пока остальные спали, занялись любовью. Их прервал мощнейший взрыв, вызванный практически прямым попаданием вражеской боеголовки. Однако бомбоубежище уцелело, более того, вскоре Хью обнаруживает, что в результате последнего удара их вместе с убежищем перенесло в незнакомый субтропический лес, без всяких следов ядерной войны и человеческой деятельности.
Группа начинает приспосабливаться к новому окружению, не имея представления, куда они попали. Благодаря предусмотрительности Хью Фарнхэма его группа имеет всё необходимое для выживания, так начинается робинзонада длительностью в несколько месяцев. За это время обнаруживается беременность Барбары от Хью (о чём его жена Грэйс подозревает), Карен же умирает во время родов вместе с ребёнком. Сразу после похорон Карен героев захватили в плен местные высокоразвитые обитатели. Оказалось, что они переместились на более чем два тысячелетия в будущее, и в этом постапокалиптическом мире чёрная раса является главенствующей, а немногочисленные потомки белых являются рабами.
Фарнхэма и его спутников перевезли в дворец Понса, где их обучили местному языку. Барбара здесь благополучно родила мальчиков-близнецов. Джозеф, как чернокожий, отлично устроился в этих условиях. Хью вскоре с ужасом узнаёт, что местная элита практикует каннибализм, поедая выращиваемых на специальных фермах белых детей. Он не хочет, чтобы его сыновьям была уготована в лучшем случае рабская участь, поэтому решается на побег вместе с ними и Барбарой в неосвоенные леса, где часть белых скрывается и ведёт свободную жизнь. Побег срывается, Хью удаётся лишь убить Мемтока. Однако Понс не собирается серьёзно наказывать Хью и Барбару, а предлагает им поучаствовать в эксперименте по путешествию во времени, возможность которого Лорд-протектор начал исследовать после данного случая. Они соглашаются, а Грэйс и кастрированный Дьюк решили остаться, вполне довольные своим положением.
Хью вместе с Барбарой и сыновьями успешно переместились в своё время, лишь за несколько часов до ядерной атаки. Хью выкидывает радиационные часы, которые должны были помочь Понсу в его исследовании, надеясь, что помешает тому полностью освоить путешествия во времени. Заметив, что мир, в который они попали, не полностью совпадает с их исходной реальностью, он решает, что это шанс изменить будущее для своих потомков, чтобы их не выращивали для забоя на мясо. Новая семья Фарнхэмов укрывается в безопасной шахте, после окончания бомбардировок, эпидемий и беспорядков они выходят на поверхность и основывают Свободное владение Фарнхэма.

## Основные персонажи
- Хьюберт (Хью) Фарнхэм — предприниматель средних лет, всерьёз готовился к началу Третьей мировой войны, построил даже бомбоубежище под своим домом.
- Грэйс Фарнхэм — жена Хью, имеющая проблемы с алкоголем.
- Дьюк Фарнхэм — взрослый сын Хью, юрист по образованию, зависимый от матери из-за ярко выраженного эдипова комплекса[2].
- Карен Фарнхэм — дочь Хью, студентка, беременна на начало романа.
- Барбара Уэллс — разведённая двадцатипятилетняя подруга Карен.
- Джозеф  — чернокожий слуга в доме Фарнхэмов.
- Понс — Лорд-протектор земель, в которых оказались главные герои.
- Мемток — главный управляющий дворца Понса, белый раб.

## История создания
Роман первоначально назывался «Grand Slam» и был создан осенью 1962 года, во время Карибского кризиса. Книга объёмом около пятисот страниц машинописного текста была написана всего лишь за 25 дней. Исходный текст Хайнлайна при редактуре Фредериком Полом был подвергнут ряду корректировок и сокращений (до 10 % сокращённого объёма) и уже в значительно изменённом виде роман был опубликован в журнале If. Редактору некоторые сцены в начале книги показались лишними и скучными, в основном они и были вырезаны. Когда Хайнлайн узнал об этом, он был взбешён, так как сделать эти сокращения разрешил его литературный агент Лёртон Блассингейм без ведома самого автора. В отдельном издании романа присутствовал комментарий по этому поводу, имеющий примерно такой смысл: «неутверждённая версия этого произведения, зверски исковерканная Фредом Полом, выходила в его журнале If».

## Основные темы
В романе существенное место занимает проблема семьи как основной общественной единицы, она занимает значительное место в позднем творчестве Хайнлайна. Тема расизма в романе находит самые разные толкования; возникают вопросы, является описываемое общество верховенства негров-людоедов выражением типичных расистских взглядов или злой сатирой на современный расизм. Многое в книге указывает на антирасистский подтекст, например, критики видят применение автором приёма «при прочих равных условиях»: если легализированный расизм общества будущего и приравнивание белых людей к недочеловекам являются злом, то менее серьёзная дискриминация чернокожих в Соединённых Штатах 1960-х годов также является злом, хотя и в меньшей степени. В пользу версии, что здесь имеет место сатира с инверсией, говорят и многочисленные свидетельства в других работах Хайнлайна, исключающие расизм автора. Здесь следует учитывать, что роман писался ещё до принятия закона о гражданских правах 1964 года и то, что современным читателям кажется очевидным, совсем по другому воспринималось в 60-е годы, поэтому в целом прогрессивная позиция Хайнлайна сегодня может выглядеть устаревшей.

## Связь с реальностью и другими произведениями
Как и главный герой, сам Хайнлайн тоже имел бомбоубежище на случай войны, когда жил в Колорадо-Спрингс, штат Колорадо. Оно сначала располагалось вдалеке от потенциальных целей бомбардировки, однако вскоре ВВС США открыли свою академию неподалёку, а потом вообще построили комплекс NORAD, превратив Колорадо-Спрингс в первостепенную военную мишень. Видимо, Хайнлайна это не привело в восторг — в следующем его романе, «Луна — суровая хозяйка», NORAD вместе с горой Шайенн были с особой напористостью и методичностью уничтожены лунными мятежниками.
Название freeholders из заглавия романа использовалось некоторыми сурвивалистами для самообозначения по крайней мере в 1980-х годах.